# 加蓬旗鱂
加蓬旗鱂，為輻鰭魚綱鯉齒目鰕鱂亞目鰕鱂科的其中一種，為熱帶淡水魚，部分分類有2個亞種，即貝氏加蓬旗鱂(A. gabunense boehmi)、緣邊加蓬旗鱂(A. gabunense marginatum)，分布於非洲加彭淡水流域，體長可達5公分，棲息在沿岸雨林中的溪流、沼澤，生活習性不明，可作為觀賞魚。

## 擴展閱讀
維基物種上的相關：加蓬旗鱂